# Guerra Civil xinesa
La Guerra Civil xinesa, (xinès tradicional: 國共內戰, xinès simplificat: 国共内战, pinyin: Guógòng Nèizhàn, literalment 'Guerra Civil Nacionalista-Comunista', també coneguda com xinès tradicional: 解放戰爭, xinès simplificat: 解放战争, pinyin: Jiěfàng zhànzhēng, literalment 'Guerra d'alliberament', en fonts comunistes), és el conflicte que va tenir lloc a la Xina entre el Guomindang o Partit Nacionalista xinès (KMT) i el Partit Comunista Xinès (PCX). Es va iniciar l'abril del 1927 després de l'Expedició del Nord, quan la facció dretana del KMT, dirigida per Chiang Kai-shek, va depurar els comunistes de l'aliança formada entre el KMT i el PCX.

## Antecedents
Després de la Revolució Xinhai de 1911-1912, els rebels van establir un govern republicà provisional a Nanjing sota el president Sun Yat-sen del Guomindang, però només controlaven el sud de la Xina i van haver de negociar amb el comandant de l'exèrcit de Beiyang, Yuan Shikai, per posar fi a la dinastia Qing. El 10 de març de 1912, Yuan va esdevenir president provisional mentre es trobava a Pequín, la seva base de poder i es va negar a traslladar-se a Nanjing, i el govern va iniciar la seva administració des de Pequín el 10 d'octubre de 1912.
En 1916 Yuan Shikai es converteix en president amb suport de l'Exèrcit, però la seva legitimitat com el govern legítim de la Xina fou seriosament desafiada a Cantó pel Guomindang, de Sun Yat-sen. La mort de Yuan va crear un buit de poder que es va estendre per Sichuan, Shanxi, Qinghai, Ningxia, Guangdong, Guangxi, Gansu, Yunnan i Xinjiang. L'era dels senyors de la guerra es va caracteritzar per una guerra civil constant entre diferents faccions, la més gran de les quals va ser la guerra de les planes centrals, que va implicar més d'un milió de soldats.
El Guomindang estava dividit en faccions de dreta i d'esquerra, i el Partit Comunista Xinès també creixia, i es va considerar imprescindible una aliança per lliurar a la Xina del feudalisme que afeblia el país enfront de l'expansionisme nipó. El Komintern va ordenar al Partit Comunista Xinès donar suport al Guomindang, animant als seus membres a pertànyer a ambdós partits, amb la finalitat de formar un front unit. Els consellers soviètics van ajudar també a formar un institut polític per a formar experts en propaganda i mobilització de les masses. Aliats amb el Partit Comunista Xinès, els nacionalistes van començar al juliol de 1926 l'Expedició del Nord, dirigida per Chiang Kai-shek amb més de 250.000 soldats nacionalistes que va avançar des de Canton cap al nord fins al riu Yangzi, per acabar amb els poderosos cacics militars i senyors feudals de nord de la Xina, que va conduir a la desaparició del govern de Beiyang i la reunificació xinesa de 1928.

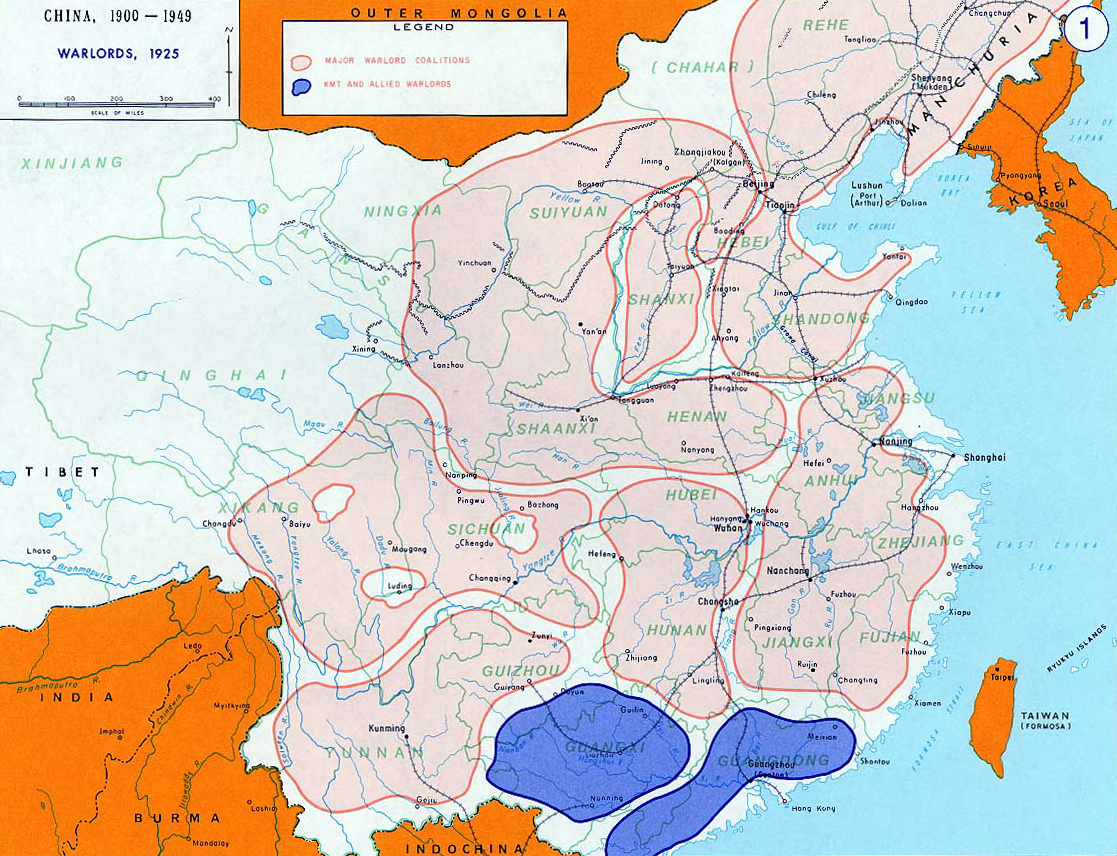
Situació a 1925: El Guomindang controla la capital, i el territori està dominat per senyors de la guerra

A la mort de Sun el 1925, el Guomindang es va dividir en moviments d'esquerra i dreta. Al Guomindang el preocupava que els soviètics intentessin destruir-lo des de dins mitjançant el Partit Comunista Xinès, i aquest va iniciar moviments contraris a l'expedició del nord, adoptant resolucions en contra en una reunió del partit i per frenar el poder de Chiang. Aviat, el KMT quedaria clarament dividit. Entretant la Unió Soviètica va tenir un gran impacte en el Partit Comunista Xinès enviant diners i espies. Hi ha documents que mostren altres partits comunistes a la Xina de l'època, un amb fins a 10.000 membres, però tots van fracassar sense el suport de la Unió Soviètica.
A principis de 1927, la rivalitat Guomindang i el Partit Comunista va provocar una escissió en les files revolucionàries. Els comunistes i l'ala esquerra del Guomindang havien decidit traslladar la seu del govern a Wuhan, on la influència comunista era forta però Chiang i Li Zongren, que van derrotar el senyor de la guerra Sun Chuanfang, es van desplaçar cap a l'est en direcció a Jiangxi. Els esquerrans van rebutjar la demanda de Chiang d'eliminar la influència comunista al KMT i Chiang els va acusar d'haver traït els Tres principis del poble de Sun Yat-sen seguint ordres de la Unió Soviètica. El 7 d'abril, Chiang i altres líders del KMT van proposar desfer les activitats comunistes per socialment i econòmicament pertorbadores perquè la revolució nacionalista continués. El 12 d'abril, a Xangai, molts membres comunistes del KMT van ser purgats amb centenars de detencions i execucions per ordre del general Bai Chongxi. Aquest incident va ampliar la fractura entre Chiang i Wang Jingwei, el líder de la facció de l'esquerra del KMT que controlava Wuhan. Finalment, l'ala esquerra del KMT també va expulsar els membres del PCX del govern de Wuhan, que al seu torn va ser derrocat per Chiang Kai-shek. El KMT va reprendre la seva campanya contra els senyors de la guerra i va capturar Pequín el juny de 1928 i aviat la major part de l'est de la Xina va estar sota el control del govern central de Nanjing, que va rebre un ràpid reconeixement internacional com a únic govern legítim de la Xina. El govern de KMT va anunciar, de conformitat amb Sun Yat-sen, la fórmula per a les tres etapes de la revolució: unificació militar, tutela política i democràcia constitucional.

## La Guerra

### La insurgència
L'1 d'agost de 1927, el Partit Comunista Xinès va iniciar una revolta a Nanchang contra el govern nacionalista de Wuhan, que va conduir a la creació de l'Exèrcit Roig xinès, que el 4 d'agost van marxar cap al sud cap a un assalt a Guangdong. Els nacionalistes van tornar a ocupar Nanchang mentre els membres restants del PCX a Nanchang es van amagar. Els comunistes va intentar prendre les ciutats de Changsha, Shantou i Guangzhou. L'Exèrcit Roig format per antics soldats revolucionaris de l'Exèrcit Nacional Revolucionari i camperols armats va establir el control sobre diverses zones del sud de la Xina mentre les forces del Guomindang intentaven suprimir les revoltes.
Al setembre, Wang Jingwei va ser forçat a sortir de Wuhan i es va produir una insurrecció rural armada sense èxit dirigida per Mao Zedong. Borodin va tornar a l'URSS a l'octubre a través de Mongòlia i al novembre, Chiang Kai-shek va anar a Xangai i va convidar Wang a unir-se-li. L'onze de desembre, el PCX va iniciar l'aixecament de Guangzhou, establint-hi un soviet allà l'endemà, però va perdre la ciutat el 13 de desembre a causa d'un contraatac sota les ordres del general Zhang Fakui. El 16 de desembre, Wang Jingwei va fugir a França. Ara hi havia tres capitals a la Xina: la capital de la república reconeguda internacionalment a Pequín, el PCX i el KMT d'esquerres a Wuhan, i el règim del KMT de dreta a Nanjing, que seguiria sent la capital del KMT durant la propera dècada.

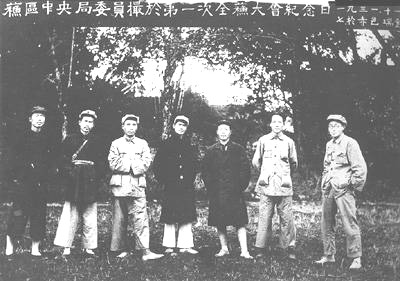
Fotografia presa el 7 de novembre de 1931, data en què es va establir la República Soviètica Xinesa. D’esquerra a dreta: Gu Zuolin, Ren Bishi, Zhu De, Deng Fa, Xiang Ying, Mao Zedong i Wang Jiaxiang

El 1930 va esclatar la guerra de les planes centrals que es va centrar destruir les bosses comunistes en una sèrie de cinc campanyes d'encerclament. La primera i la segona campanya van fracassar i la tercera, en 1931 va ser avortada a causa de l'incident de Mukden. La quarta campanya entre 1932 i 1933 va aconseguir alguns primers èxits, però els exèrcits de Chiang van patir quan van intentar penetrar al cor de la República Soviètica Xinesa que havien fundat el novembre 1931 Mao Zedong, el General Zhu De i d'altres membres del Partit Comunista de la Xina i que comprenia el territori dispers del Soviet Nord-oriental de Jiangxi, el de Hunan-Jiangxi, Hunan-Hubei-Jiangxi, Honghu, Hunan-Hubei-Sichuan-Guizhou, Shaanxi-Gansu, Szechuan-Shensi, Hubei-Henan-Anhui i Haifeng-Lufeng. Durant aquestes campanyes, les columnes KMT van arribar ràpidament a les zones comunistes, però no van poder consolidar-se en la immensitat de les zones rurals. Finalment, a finals de 1934, Chiang va llançar una cinquena campanya que a diferència de les campanyes anteriors en què van penetrar profundament en una sola vegada, va implicar l'encerclament sistemàtic de la regió soviètica de Jiangxi amb casernes fortificades separades uns vuit quilòmetres, per envoltar les zones comunistes i tallar els seus subministraments.
Les inundacions de l'estiu de 1931 van ser una de les primeres proves importants per al govern del Guomindang. La Comissió Nacional per a la Inundació va donar feina a diversos experts xinesos i estrangers, com ara el famós epidemiòleg Wu Lien-teh, el ministre de Salut Liu Ruiheng, el treballador de salut pública John Grant i l'enginyer hidràulic Oliver Todd. També va aconseguir l’assistència de la Societat de Nacions i un gran préstec de blat i farina procedent dels Estats Units. A causa de la manca de finançament i del caos de la guerra, les diverses comissions només van poder construir petites preses al llarg del Iang-Tsé.

### La llarga Marxa

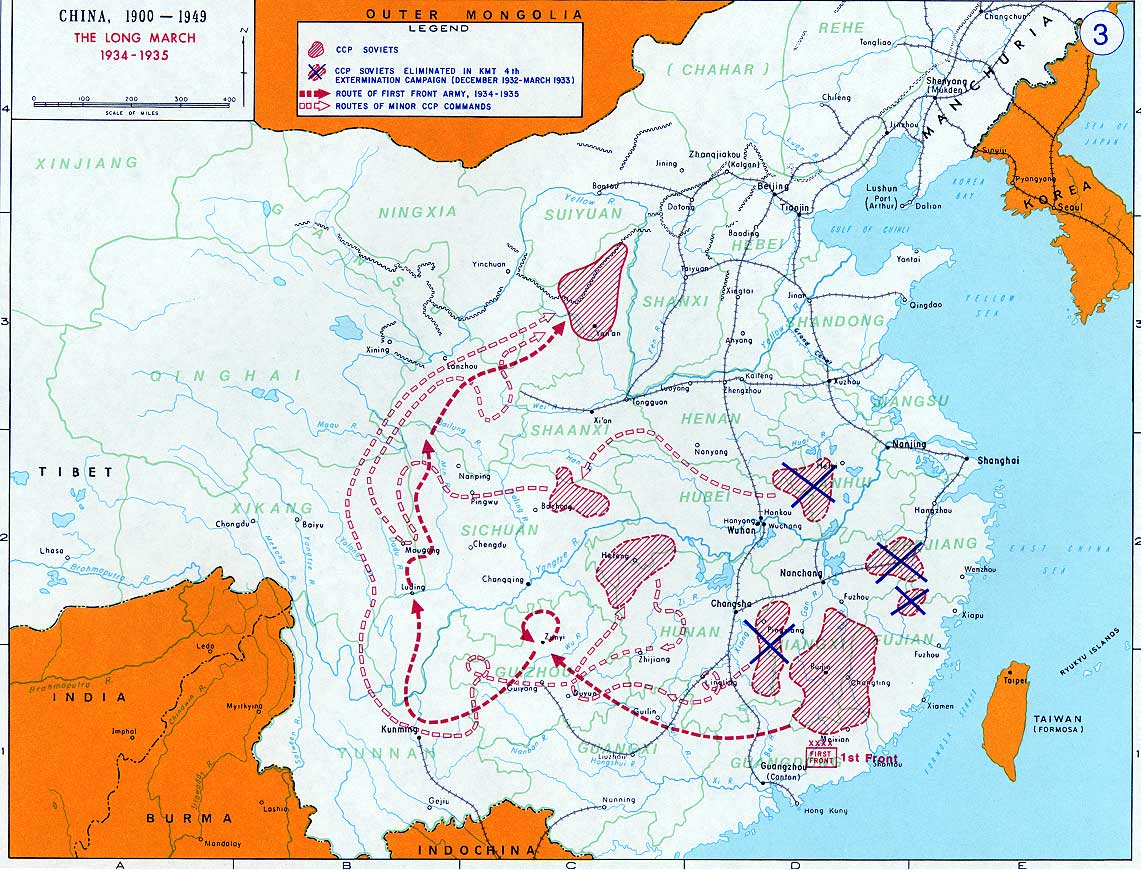
Situació a 1934-35: Destrucció de bosses comunistes, i la llarga marxa

Les campanyes de l'Exèrcit Nacional Revolucionari van destruir la República Soviètica de la Xina el 1934. L'octubre de 1934 el Partit Comunista de la Xina va aprofitar els forats en l'anell de les casernes i va trencar l'encerclament. Els exèrcits dels senyors de la guerra, reticents a desafiar les forces comunistes per por de perdre els seus propis homes no van perseguir el PCX amb molt de fervor. A més, les principals forces del Guomindang estaven preocupades per aniquilar l'exèrcit de Zhang Guotao, molt més gran que el de Mao Zedong. La Llarga Marxa va consistir en una sèrie de marxes, durant les quals nombrosos exèrcits comunistes del sud van escapar cap al nord i l'oest.
El Primer Exèrcit Roig de Mao va travessar diverses zones d'aiguamolls i fou atacat pels musulmans Hui comandades pels generals Ma Bufang i Ma Buqing. Finalment, l'octubre de 1935, el seu exèrcit va arribar a la província de Shaanxi. Les restes del Quart Exèrcit Roig de Zhang van acabar ajuntant-se amb Mao a Shaanxi, però amb el seu exèrcit anorreat, Zhang, tot i ser membre fundador del PCX, no va poder discutir l'autoritat de Mao. Després d'una expedició de gairebé un any, el Segon Exèrcit Roig va arribar a Bao'an (Shaanxi) el 22 d'octubre de 1936, fet conegut a la Xina com la "unió dels tres exèrcits", i el final de la Llarga Marxa.
Per tot el camí, l'exèrcit comunista va confiscar propietats i armes de cabdills i terratinents locals, mentre reclutava pagesos i pobres. Això no obstant, només 8.000 tropes comandades per Mao, l'Exèrcit del Primer Front, van aconseguir arribar al destí final de Yan'an el 1935. D'aquests, menys de 7.000 eren dels 100.000 soldats originals que havien començat la marxa. Diversos factors van contribuir a les pèrdues, incloent la fatiga, la fam i el fred, malalties, desercions, i baixes militars. Durant la retirada, el nombre de membres del partit va baixar de 300.000 fins al voltant de 40.000.
La lluita armada va acabar amb l'incident de Xi'an quan Chiang Kai-shek es va veure obligat a formar el Segon Unit Front contra les forces invasores de l'Imperi del Japó.

### Segona guerra sinojaponesa

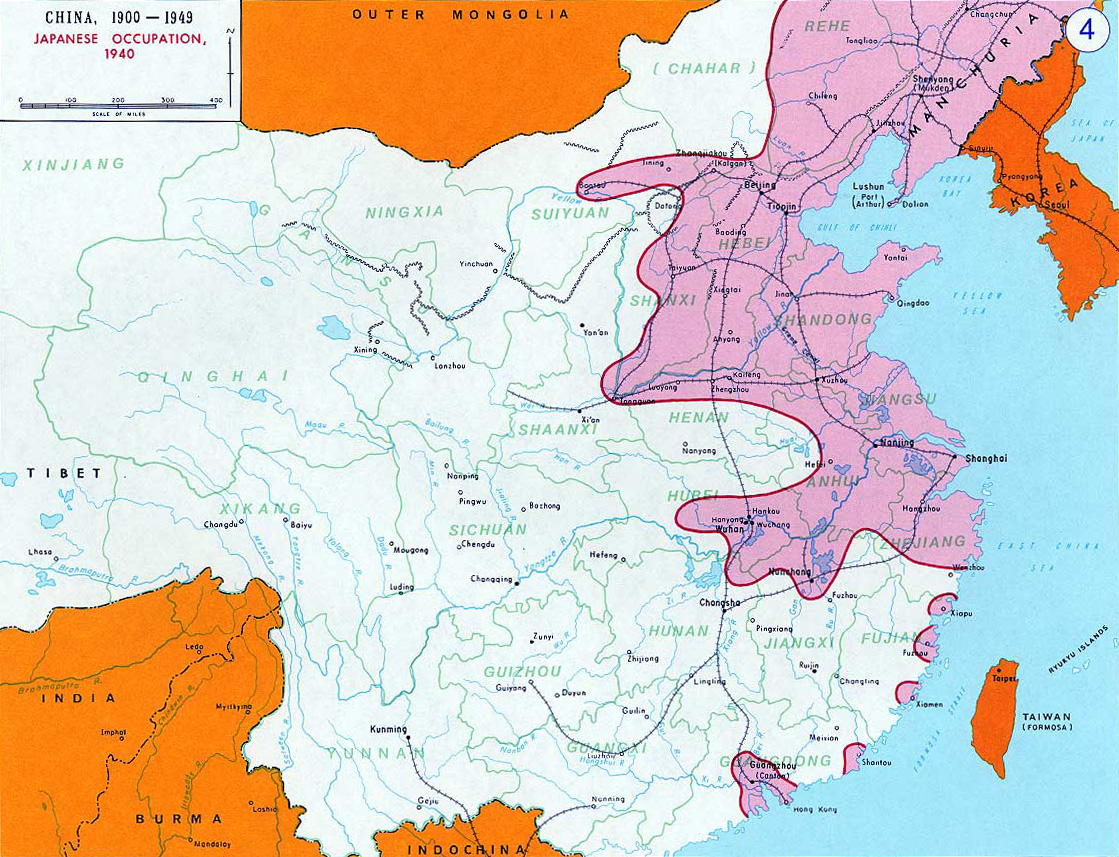
Ocupació japonesa del continent el 1940

Amb la invasió japonesa de la Xina, el govern dirigit per Chiang Kai-shek es replegà cap a l'interior del país, establint la capital provisional a Chongqing, ja que Nanjing havia caigut en mans dels japonesos, que van instaurar allí un govern titella sota el comandament de Wang Jingwei. Durant la invasió japonesa, el Guomindang va interrompre la lluita contra el Partit Comunista Xinès, formant un front unit contra els invasors. Les dues parts van suspendre la lluita per formar un Segon Front Unit per centrar les seves energies i combatre els japonesos. El 1937 el Japó va llançar la seva invasió a gran escala de la Xina i les seves tropes ben equipades van atacar els defensors del KMT al nord i la costa de la Xina.
L'aliança entre CCP i KMT era només nominal. A diferència de les forces del KMT, les tropes del PCX van defugir la guerra convencional i, en canvi, van lliurar la guerra de guerrilles contra els japonesos. El nivell de cooperació i coordinació real entre el PCX i KMT durant la Segona Guerra Mundial va ser mínim, i seguien lluitant per obtenir avantatges territorials a la "Xina Lliure", les àrees no ocupades pels japonesos ni governades per governs titelles japonesos com Manchukuo i el Govern Nacional Reorganitzat de la Xina.
Després de 1940, els conflictes entre nacionalistes i comunistes en àrees fora del control japonès es va fer habitual, però la guerra estava en taules, i els dos bàndols obtenien guanys mínims. Els xinesos aconseguien defensar el territori de l'avanç japonès, mentre la guerrilla lluitava en zones conquerides. Això va frustrar els japonesos, que van cometre atrocitats com a venjança. Després de l'atac a Pearl Harbor, els Estats Units va entrar en guerra amb l'Imperi del Japó, i Xina va declarar oficialment la guerra al Japó el 8 de desembre de 1941, cosa que no havia fet abans per no trencar la neutralitat i poder rebre ajuda, que incloïa les armes alemanyes, car el govern nacionalista lluitava contra els comunistes des que a la tardor de 1940, el Nou Quart Exèrcit Comunista va atacar les forces nacionalistes sota el comandament de Han Deqin. Les exportacions d'armes de l'Alemanya nazi a la Xina van ser més de la meitat del total. Els xinesos van col·laborar amb tropes en la campanya de Birmània, tot i que es van guanyar la desconfiança britànica en donar suport el 1942 a la independència de l'Índia, en una reunió entre el Mohandas Gandhi i Chiang Kai-shek.
Els americans veien en la Xina continental la manera d'encerclar grans quantitats de tropes japoneses, i també com a lloc ideal per establir bases aèries. El 1944, mentre la posició japonesa es deteriorava ràpidament en l'oceà Pacífic, l'exèrcit japonès va llençar l'Operació Ichi-Go per atacar les bases aèries que havien començat a operar i assegurar les línies de ferrocarril en el territori ocupat. El desembre de 1944 les tropes japoneses van arribar a la Indoxina Francesa, acomplint la seva missió. Tot i destruir les bases aèries del continent a Guilin i Liuzhou, l'aviació americana continuaria bombardejant territori japonès des de les noves bases del Pacífic.
El 1945, quan els dos bàndols esperaven que la guerra durés un any més, els soviètics van llençar l'Operació Tempesta d'Agost, renunciant al pacte de no-agressió amb els japonesos, d'acord amb el que estableixen els acords de la Conferència de Jalta. En menys de dues setmanes, l'exèrcit japonès de Manxúria, consistent en més d'un milió d'homes va ser destruït pels soviètics. Després del llançament de dues bombes atòmiques sobre Hiroshima i Nagasaki els japonesos van capitular als aliats el 15 d'agost de 1945, i les tropes a la Xina van capitular el 9 de setembre de 1945, i segons la Conferència del Caire de 1943 les terres de Manxúria, Taiwan i les Illes dels Pescadors van tornar a la Xina, i les Illes Ryukyu van continuar com a territori japonès.

### Postguerra mundial
Després del final de la Segona Guerra Mundial, els japonesos es retiraren de la Xina, que recuperà a més l'illa de Taiwan. En aquest moment, es reprèn l'enfrontament amb els comunistes, dirigits per Mao Zedong.
Pels termes de la rendició incondicional japonesa dictada pels Estats Units, es va ordenar a les tropes japoneses que es rendissin a les tropes del Guomindang i no al Partit Comunista Xinès, que era present en algunes de les zones ocupades. A Manxúria, però, on el KMT no tenia forces, els japonesos es van rendir a la Unió Soviètica. Chiang Kai-shek va ordenar a les tropes japoneses que es quedessin al seu lloc per rebre el Kuomintang i no lliurar les seves armes als comunistes. La primera negociació de pau de postguerra, a la qual van assistir Chiang Kai-shek i Mao Zedong, va tenir lloc a Chongqing del 28 d'agost al 10 d'octubre de 1945. Es va concloure amb la signatura del Doble Desè Acord. Les dues parts van subratllar la importància d'una reconstrucció pacífica, però la conferència no va produir cap resultat concret i els combats entre les dues parts van continuar fins i tot mentre les negociacions de pau estaven en curs, fins que es va arribar a l'acord el gener de 1946. Tot i així, es van evitar temporalment grans campanyes i enfrontaments a gran escala entre el PCX i les tropes de Chiang.
El 1945–46, durant la campanya soviètica a Manxúria de l'Exèrcit Roig, el líder soviètic Joseph Stalin va manar al mariscal Rodion Malinovsky que donés a Mao Zedong la majoria de les armes de l'exèrcit imperial japonès que van ser capturades. Les forces de Chiang Kai-shek van avançar fins a Jinzhou el 26 de novembre de 1945, trobant-se amb poca resistència. Això va ser seguit per una ofensiva comunista a la península de Shandong que va tenir un gran èxit, ja que tota la península, excepte el que estava controlat pels Estats Units, va recaure en mans dels comunistes. La treva es va trencar quan va esclatar la guerra a gran escala entre les forces del PCX i del KMT el 26 de juny de 1946. La Xina va entrar llavors en un estat de guerra civil que va durar més de tres anys.

### Continuació de la guerra

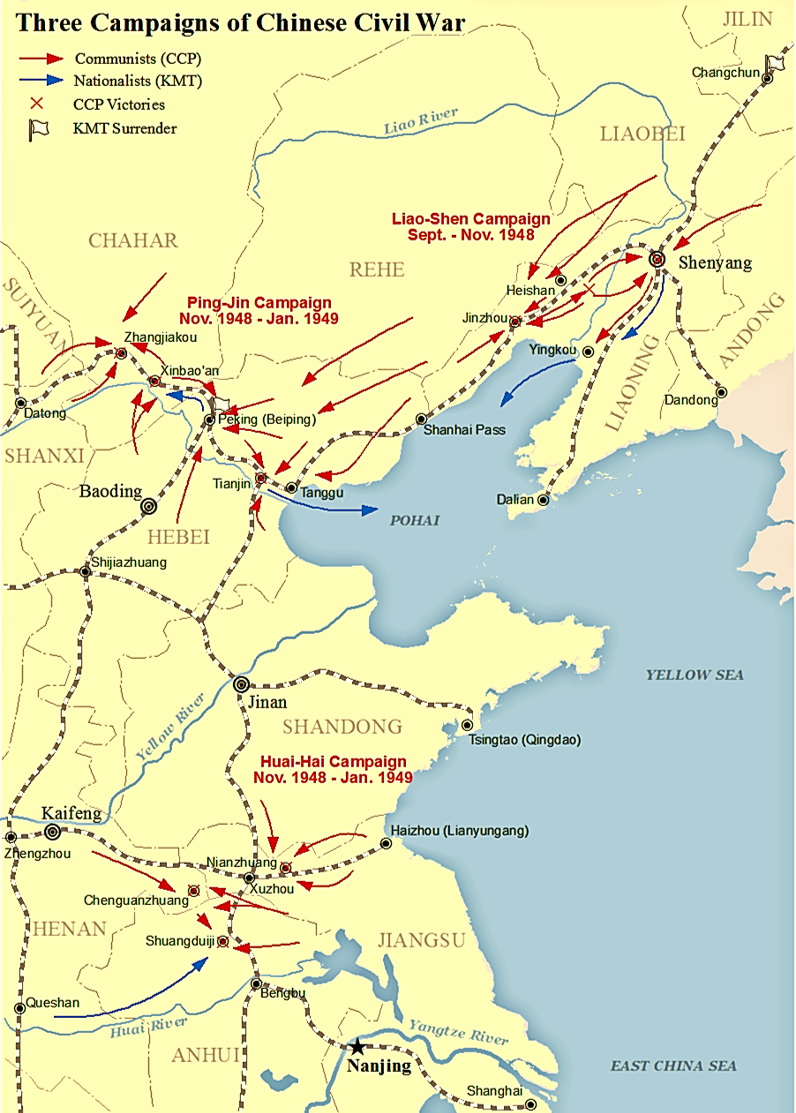
Tres campanyes a la Guerra civil xinesa

Com van fracassar les negociacions de la postguerra entre el Guomindang i el Partit Comunista Xinès, el 20 de juliol de 1946, Chiang Kai-shek va llançar un assalt a gran escala contra el territori comunista al nord de la Xina amb 113 brigades (un total d'1,6 milions de soldats) suposant la primera etapa de la fase final de la guerra civil xinesa. En inferioritat numèrica i d'armament, el PCX va fer una defensa passiva abandonant territori per preservar les seves forces i desgastant al màxim les forces del KMT. Aquesta tàctica semblava tenir èxit; al cap d'un any, el balanç de poder es va fer més favorable per al PCX. El març de 1947, el KMT va aconseguir una victòria simbòlica en apoderar-se de la capital del PCX a Yan'an. Els comunistes van contraatacar poc després; el 30 de juny de 1947, les tropes del PCX van travessar el riu Groc i es van traslladar a la zona de les muntanyes Dabie, van restaurar i van desenvolupar la plana central. Al mateix temps, les forces comunistes també van començar a contraatacar al nord-est de la Xina, al nord de la Xina i a l'est de la Xina.
A finals de 1948, el PCX finalment va capturar les ciutats del nord de Shenyang i Changchun i va prendre el control del nord-est després de patir nombrosos contratemps mentre intentava prendre les ciutats, amb la decisiva Campanya de Liaoshen. El Nou Primer Exèrcit, considerat el millor exèrcit de la KMT, es va veure obligat a rendir-se després que el PCX va dur a terme un brutal setge de Changchun durant sis mesos que va provocar més de 150.000 morts civils per inanició. La captura de grans unitats KMT va proporcionar al PCX els tancs, artilleria pesada i altres recursos d'armes combinades necessaris per executar operacions ofensives al sud de la Gran Muralla. L'abril de 1948 la ciutat de Luoyang va caure, tallant l'exèrcit del KMT de Xi'an. Després d'una dura batalla, el PCX va capturar la província de Jinan i Shandong el 24 de setembre de 1948. La campanya Huaihai de finals de 1948 i principis de 1949 va assegurar la Xina centre-est per al PCX. El resultat d'aquestes trobades va ser decisiu per al resultat militar de la guerra civil.
La campanya Pingjin va donar lloc a la conquesta comunista del nord de la Xina. Va durar 64 dies, del 21 de novembre de 1948 al 31 de gener de 1949, quan tropes comunistes xineses ocupen la ciutat de Pequín. i l'1 d'octubre Mao Zedong estableix la República Popular de la Xina, esdevenint un estat comunista. El PLA va patir fortes baixes mentre va assegurar Zhangjiakou, Tianjin juntament amb el seu port i guarnició a Dagu i Beiping. El PCX va portar 890.000 tropes del nord-est per oposar-se a unes 600.000 tropes del KMT. Només hi ha hagut 40.000 baixes del PCX a Zhangjiakou. Al seu torn, van matar, ferir o capturar uns 520.000 KMT durant la campanya.
Després d’aconseguir una victòria decisiva a les campanyes de Liaoshen, Huaihai i Pingjin, el PCX va reduir significativament la força de les forces nacionalistes. Stalin va afavorir inicialment un govern de coalició a la Xina de la postguerra, i va intentar persuadir a Mao perquè aturés el PCX de creuar el Yangtze i atacar les posicions del KMT al sud del riu, però rebutjà la posició de Stalin i el 21 d'abril començar la campanya de creuament del Yangtze. El govern republicà traslladarà la capital provisional de Guangzhou a Chongqing el 15 d'octubre, i finalment a Chengdu el 29 de novembre. Chiang Kai-shek havia tornat al continent des de Taiwan el 14 de novembre, i estaria en Chonqqing i Chengdu intentant resistir la victòria comunista. Finalment, el 8 de desembre, Chiang dona per perduda la Xina continental, i ordena a les seves tropes i als més alts càrrecs del govern l'abandó de Chengdu. El 10 de desembre de 1949, Chiang Kai-shek i el seu fill Chiang Ching-kuo volen a Taiwan, quedant només algunes bosses de resistència, especialment a Sichuan, que són derrotades amb la batalla de Jianmenguan.
A finals de 1949, l'Exèrcit d'Alliberament Popular perseguia restes de les forces del KMT cap al sud, al sud de la Xina, i només quedava el Tibet, i també es lluitava contra la rebel·lió d'Ili que va establir la Segona República del Turquestan Oriental contra el KMT del 1944 al 1949, ja que els mongols de la República Popular estaven en una disputa fronterera amb la República de la Xina. El govern xinès va enviar un regiment de cavalleria hui musulmà xinès, el 14è de la cavalleria Tungan, per atacar les posicions mongoles i soviètiques al llarg de la frontera durant l'incident de Pei-ta-shan.
El KMT va fer diversos intents per utilitzar les tropes de Khampa contra els comunistes al sud-oest de la Xina. El Kuomintang va formular un pla en què tres divisions de Khampa serien ajudades pel Panchen Lama per oposar-se als comunistes. La intel·ligència del Kuomintang va informar que alguns caps tusi tibetans i el Khampa Su Yonghe controlaven 80.000 efectius a Sichuan, Qinghai i el Tibet. Esperaven utilitzar-los contra l'exèrcit comunista.

### El final de la guerra
La República de la Xina es va retirar a l'illa de Taiwan el desembre de 1949. El PCC segueix sent l'únic partit governant de la Xina, oficialment la República Popular de la Xina (RPC), des de l'1 d'octubre de 1949, i reclama oficialment Taiwan com la seva 23a província com a Província de Taiwan a la seva constitució. La República Popular de la Xina a la Xina continental i la República de la Xina a Taiwan afirmen oficialment ser el govern legítim de tota la Xina. No s'ha signat mai cap armistici o tractat de pau sobre la Guerra Civil xinesa.
Després de perdre la Xina continental, uns 3.000 soldats del Guomindang es van retirar a Birmània i van continuar llançant atacs guerrillers al sud de la Xina durant la insurrecció islàmica i la campanya a la frontera entre Xina i Birmània. Al seu líder, Li Mi, el govern de la República de Corea va pagar un sou i li va rebre el títol nominal de governador de Yunnan. Al principi van rebre suport dels EUA i l'Agència Central d'Intel·ligència els va proporcionar ajuda militar. Després que el govern birmà va apel·lar a les Nacions Unides el 1953, els EUA van començar a pressionar la República de Corea perquè retirés els seus homes. A finals de 1954 gairebé 6.000 soldats havien abandonat Birmània i Li va declarar el seu exèrcit dissolt. No obstant això, van quedar milers, i la República de Corea va continuar subministrant-los i comandant-los en secret per mantenir una base propera a la Xina.

#### invasió xinesa del Tibet
La invasió xinesa del Tibet anomenada també Batalla de Chamdo fou una campanya militar dirigida pel govern xinès en contra del govern de facto independent del Tibet a Qamdo en octubre de 1950. El propòsit de la campanya fou capturar el gruix de l'exèrcit tibetà, desmoralitzar el govern de Lhasa i obligant-lo a desbloquejar mesos de negociacions per enviar negociadors a Pequín que eventualment acceptarien la sobirania xinesa sobre el territori. La campanya va tenir com a resultat la captura de Qamdo per part dels xinesos, i, finalment, la incorporació del Tibet a la República Popular de la Xina.

## Conseqüències
La guerra va acabar el maig del 1950 amb una cessació no oficial de les hostilitats entre els dos bàndols, quedant finalment sota control dels nacionalistes els territoris insulars de Taiwan, Pescadors i diverses illes costaneres de la província de Fujian, territoris en què s'ha mantingut fins avui dia el règim de la República de la Xina.